# Cyril Walker
Cyril Walker, född 1892, död 8 juni 1948, var en engelsk golfspelare.
Walker vann US Open 1924 på Oakland Hills Country Club på 297 slag, tre slag före tvåan Bobby Jones. Hans score under de fyra rundorna var 74-74-74-75.
Ett par år efter US Open-segern förlorade Walker allt han ägde efter spekulationer i den stora fastighetskraschen i Florida och försörjde sig en tid efter det som caddie. Han avled utblottad 1948 i ett fängelse i Hackensack i New Jersey där han hade fått ett rum för natten.
| Majorsegrare genom tiderna                                                                                     |               |              |                   |                  |
| 200 olika spelare har vunnit i herrarnas majortävlingar. Cyril Walker var den 48:e spelaren som vann en major. |               |              |                   |                  |
| 1:a | 47:e          | 48:e         | 49:e              | 200:e            |
| Willie Park Sr                                                                                                 | Arthur Havers | Cyril Walker | Willie Macfarlane | Louis Oosthuizen |
| Lista över golfens majorsegrare                                                                                |               |              |                   |                  |